# 兴隆镇 (湄潭县)
兴隆镇，是中华人民共和国贵州省遵义市湄潭县下辖的一个乡镇级行政单位。

## 行政区划
兴隆镇下辖以下地区：
兴隆社区、兴隆村、龙凤村、大庙场村、红坪村、梁桥村、庙塘坝村、水涯子村和太平村。